# Monumentos Românicos, Catedral de São Pedro e Igreja de Nossa Senhora, Trier
Os Monumentos Românicos, Catedral de São Pedro e Igreja de Nossa Senhora, Trier são um conjunto monumental declarado Património Mundial, na cidade de Trier, Alemanha. É composto pelos seguintes monumentos:
- O Anfiteatro de Trier
- A Ponte Moselle
- As Termas de Bárbara
- A Coluna de Igel
- A Porta Nigra
- As Termas Imperiais de Trier
- A Aula Palatina (Basílica)
- A Catedral de São Pedro ou simplesmente Catedral de Trier
- A Igreja de Nossa Senhora ou Liebfrauenkirche